# Leona (Name)
Leona ist ein weiblicher Vorname.

## Herkunft und Bedeutung
Leona ist die weibliche Form von Leon. Der Name leitet sich vom lateinischen leo für „Löwe“ ab, wobei hier auch griechische Wurzeln vermutet werden. Die französische Form von Leona ist Leonie.

## Spitznamen und Kosenamen
Leo, Ona, Lele

## Namensträgerinnen
- Leona Aglukkaq (* 1967), kanadische Inuit-Politikerin
- Leona Gom (* 1946), kanadische Schriftstellerin und Hochschullehrerin
- Leona Helmsley (1920–2007), The Queen of Mean, langjährige Präsidentin der Helmsley Hotels
- Leona Lewis (* 1985), britische Sängerin und Songschreiberin
- Leona Michalski (* 2002), deutsche Badmintonspielerin
- Leona Naess (* 1974), US-amerikanische Singer-Songwriterin
- Leona Rostenberg (1908–2005), US-amerikanische Buchhändlerin und Historikerin
- Leona Siebenschön, Pseudonym für Helga Petermann (1933–2001), deutsche Journalistin und Schriftstellerin
- Leona Stahlmann (* 1988), deutsche Schriftstellerin und Journalistin

## Weiteres
Leona ist ein Titel der schwedischen Punkrockband Millencolin aus dem Album „Same Old Tunes“ (erschienen 1997).